# Trinidad y Tobago en los Juegos Olímpicos de Lillehammer 1994
Trinidad y Tobago estuvo representada en los Juegos Olímpicos de Lillehammer 1994 por un total de 2 deportistas que compitieron en bobsleigh.  
El portador de la bandera en la ceremonia de apertura fue el deportista de bobsleigh Gregory Sun. El equipo olímpico de Trinidad y Tobago no obtuvo ninguna medalla en estos Juegos.